# Talfit
Talfit (àrab: تلفيت, Talfīt) és un vila palestina de la governació de Nablus, a Cisjordània, al nord de la vall del Jordà, 21 kilòmetres al sud-est de Nablus. Segons l'Oficina Central Palestina d'Estadístiques tenia 2.824 habitants el 2007.

## Història
S'hi ha trobat terrissa de l'Edat de Ferro i de les èpoques persa, romana d'Orient/aiúbida, mameluca i del primer període otomà. Röhricht suggerí identificar Talfit amb Tarphin, mencionada en un text croat de 1154, però un autor posterior (Abel) prefereix localitzar-la s Kh. Tarfein al nord de Bir Zeit. Segons Finkelstein, Kh. Tarfein s'adapta millor a les troballes arqueològiques.

### Època otomana
En 1596 Talfit apareix als registres fiscals otomans com a vila a la nàhiya de Jabal Qubal al liwà de Nablus. Tenia una població de 12 llars musulmanes i pagaven impostos sobre el blat, ordi, conreus d'estiu, oliveres, cabres i ruscs.
El Survey of Western Palestine del Fons per a l'Exploració de Palestina en 1882 anomena a la vila Kabalan, i la descriu com de grandària moderada, en un terreny elevat envoltat d'oliveres. Talfit rebia el subministrament d'aigua des d'un pou anomenat Ain Telfit.

### Època del Mandat Britànic
En el cens de Palestina de 1922 organitzat per les autoritats del Mandat Britànic de Palestina, Talfit tenia 352 habitants, tots musulmans. que augmentà en el cens de 1931 a 464, tota musulmans en 116 llars.
En el cens de 1945, Telfit tenia 610 musulmans, amb 6.258 dúnams de terra, segons un cens oficial de terra i població. D'aquests, 3,309 dúnams eren plantacions i terra de rec, 1,228 usats per cereals, mentre 49 dúnams eren sòl edificat.

### Època moderna
Després de la de la Guerra araboisraeliana de 1948, i després dels acords d'Armistici de 1949, Talfit va restar en mans de Jordània. Després de la Guerra dels Sis Dies el 1967, ha estat sota ocupació israeliana.